# Utawarerumono
Utawarerumono (うたわれるもの? lett. "Quello che viene cantato") è un videogioco del 2002 prodotto dalla Leaf per PC. Nel 2006 ne sono usciti un remake coprodotto dalla Sting per PlayStation 2 e una serie anime in 26 episodi. L'anime comprende la sigla di apertura Musouka di Suara e la sigla di chiusura Madoromi no Rinne di Eri Kawai.
La storia, sia dal punto di vista delle ambientazioni che dei nomi, è fortemente permeata dell'antica cultura Ainu. Il gioco ha avuto due sequel, usciti anche in Occidente: Utawarerumono: Mask of Deception (2015) e Utawarerumono: Mask of Truth (2016).

## Trama
In un mondo simile al Giappone del IX secolo, uno straniero senza nome, il cui volto è perennemente nascosto dietro una maschera impossibile da rimuovere, viene rinvenuto gravemente ferito nella foresta da due sorelle, Eruru ed Aruru, che lo portano al loro villaggio salvandogli la vita.
Ristabilitosi, l'uomo, che non ricorda nulla di sé o di come sia arrivato fin lì, viene ribattezzato Hakuoro e adottato dal resto del villaggio, rendendosi però presto conto dello stato di miseria in cui sono costretti i contadini e la gente povera, vessati da un funzionari corrotti e da un imperatore incapace.
Per una serie di circostanze, Hakuoro finisce per mettersi a capo di una ribellione che, tramutatasi in poco tempo in una rivoluzione, gli permette di rovesciare l'imperatore prendendone il posto; da questa posizione però, comprende che la pace è difficile da mantenere.